# Сурнев, Роман Александрович
Роман Александрович Сурнев (7 июня 1981, Ставрополь, СССР) — российский футболист, выступавший на позиции полузащитника.

## Карьера
Дебютировал на профессиональном уровне в 1997 году, выступая за ставропольский клуб «Динамо-д» в Третьей лиге ПФЛ. За основной состав «Динамо» дебютировал в первом дивизионе в 1999, однако по итогам сезона «Динамо» вылетело во вторую лигу. Следующий сезон Сурнев также начал в «Динамо», но по ходу сезона перешёл в другой ставропольский клуб «Интеррос», выступавший в любительской лиге. В 2001 году стал игроком клуба из той же лиги «Нарт» (Черкесск). В сезоне 2001 «Нарт» стал победителем зоны «Юг» первенства КФК и получил профессиональный статус. В 2002 году Сурнев сыграл за команду 21 матч и забил 7 голов во второй лиге, но по ходу сезона ненадолго вернулся в «Динамо», где сыграл ещё 8 матчей. С 2003 по 2005 год выступал за «Сатурн» Егорьевск.
В 2006 году подписал контракт с клубом первого дивизиона курским «Авангардом». В составе «Авангарда» провёл два полноценных сезона, сыграл 63 матчей и забил 7 голов. В 2008 году перешёл в «Салют-Энергия», где провёл ещё полтора года. Летом 2009 года подписал контракт с клубом «Краснодар». По итогам сезона 2010 «Краснодар» занял 5 место в первом дивизионе, но всё же вышел в Премьер-лигу, заняв место снявшегося с чемпионата «Сатурна». Тем не менее, Сурнев покинул «Краснодар» по окончании сезона и следующие полтора сезона выступал в другом клубе первого дивизиона «Енисей». По ходу сезона 2012/13 перешёл в пензенский «Зенит». Завершил карьеру в 2014 году, сыграв в свой последний сезон 6 матчей в ПФЛ.